# Arnold z Lübecku
Arnold z Lübecku (?? – 27. června 1211 nebo 1214) byl středověký saský kronikář.

## Životopis
Arnold z Lübecku prožil podle některých zpráv mládí na dvoře Welfů. Jako mnichu v brunšvickém klášteře sv. Jiljí, rodovém klášteře Welfů, se mu dostalo církevního vzdělání. Od roku 1177 byl opatem v benediktinském klášteře Sv. Jana Evangelisty v Lübecku.

## Dílo
Arnold z Lübecku je autorem kroniky Chronica Slavorum (Slovanská kronika), která pokrývá období od roku 1171 do 1209/10. Tato kronika je pokračováním stejnojmenné kroniky kronikáře Helmolda z Bosau. Autor zaměřil hlavní pozornost na období vlády vévody Jindřicha Lva a jeho synů a na dějiny rodu Welfů. Kronika končí osudy císaře Oty IV. Brunšvického. V celé kronice je zřejmá Arnoldova úcta a loajalita k Welfům.
Z pověření Viléma z Lüneburgu, syna vévody Jindřicha Lva, Arnold z Lübecku volně přeložil do latiny středověkou legendu Gregorius od Hartmanna z Aue. V úvodu ke svému překladu Arnold poznamenal, že do té doby neznal latinskou ani žádnou jinou psanou verzi legendy a že v době před 12. stoletím kolovala pouze v ústním podání.